# 仲长统
仲长统（180年—220年），字公理，山陽郡高平县（今山东省金乡县）人。东汉政论家，後漢三賢之一（與王充、王符齊名）。

## 生平
漢靈帝光和三年（180年）生。自幼好学，博览群书，善於文辭。二十餘歲时游学青州、徐州、并州（山西中部）、冀州等各州，并州刺史高幹喜欢招纳四方贤士，仲长统则说他“君有雄志而无雄才，好士而不能择人，所以为君深戒也。”高幹聽了不高興，仲长统随即离开。不久高干因为并州叛乱败亡，於是并州、冀州名士均以仲长统为大才。
其人倜傥敢言，行为不羁，被时人称为“狂生”。常托病拒绝州郡召命。建安十一年（206年），尚书令荀彧举荐统为尚書郎。后曹操为丞相，他参与军事。每论说古今及世俗行事，均发愤叹息。故写政论发表自己观点，结成集子，名曰《昌言》（“昌言”即“当言”）。建安二十五年（220年），汉献帝退位之年，仲长统去世。

## 延伸阅读
[在维基数据编辑]
 在维基文库阅读此作者作品
 《後漢書·卷49》，出自范晔《後漢書》
 《後漢三賢贊三首》